# Еммен (Нідерланди)
Еммен (нід. Emmen) — місто і муніципалітет у південно-східній частині провінції Дренте, північні Нідерланди, на кордоні з Німеччиною. Громада є найбільшою в провінції Дренте та четверта за площею в Нідерландах.

## Склад
Майже половина населення муніципалітету проживає в самому місті Еммен (57 370 осіб). До нього також входять:
Села
- Баргер-Компаскюм
- Баргер-Остервелд
- Вейтевен
- Венорд
- Вердінге
- Зандпол
- Звартемер
- Зейдбарге
- Еммер-Компаскюм
- Ерика
- Клазінавен
- Ню-Амстердам
- Ню-Вердінге
- Ню-Дордрехт
- Ню-Схонебек
- Нордбарге
- Ораньєдорп
- Росвінкел
- Схонебек

Селища
- Амстердамсхевелд
- Баргер-Ерфсхейденвен
- Баргер-Остервен
- Вестенес
- Вестерсе-Бос
- Еммер-Ерфсхейденвен
- Ермервен
- Клазінавен-Норд
- Міддендорп
- Остерсе-Бос

## Інфраструктура
Місто Еммен засноване 1139 року. За даними 2008 року є одним із найкращих місць для відпочинку в Нідерландах.
У місті діє зоопарк, а також парк просто неба Венпарк. Визначними пам'ятками є церква XII століття та давні дольмени поблизу міста.

## Спорт
В Еммені 1957 року проходила перша жіноча шахова олімпіада.

## Визначні мешканці
- Бернард Ферінга (нар. 1951) — нідерландський хімік-органік, лауреат Нобелівської премії з хімії
- Марушка Детмерс (нар. 1962) — нідерландська акторка[4]